# Рамхузен
Рамхузен (нем. Ramhusen) — община в Германии, в земле Шлезвиг-Гольштейн. 
Входит в состав района Дитмаршен. Подчиняется управлению КЛьГ Марне-Ланд.  Население составляет 164 человека (на 31 декабря 2010 года). Занимает площадь 4,8 км².
Коммуна подразделяется на 6 сельских округов.